# Аромалампа
Аромалампа — прибор для ароматизации закрытых помещений. Используется в ароматерапии для испарения эфирных масел. Кроме основной своей цели, также имеет декоративное применение.

## Устройство и способ применения аромалампы
Классическая аромалампа состоит из верхней части — чаши, где находится вода и эфирное масло и нижней части — арки, где находится свеча.
За счет медленного нагрева воды, воздух наполняется испарениями эфирного масла. Количество капель эфирного масла для аромакурительницы зависит от величины помещения. В среднем исходят из расчета 1-2 капли масла на 5 м² площади.

## Виды аромаламп
Аромалампы делятся на электрические и неэлектрические.

### Неэлектрические аромалампы
Принцип действия неэлектрических аромоламп — нагревания сосуда с водой и несколькими каплями эфирного масла источником открытого огня (как правило свечой).
Неэлектрические аромалампы делятся по материалу из которого изготовлены:
- Керамические аромалампы .
- Стеклянные аромалампы.
- Каменные аромалампы.
- Металлические аромалампы.

Также существуют декоративные аромалампы изготовленные из различных комбинаций этих материалов.

### Электрические аромалампы
Электрические аромалампы делятся на водные и безводные.
- Водные аромалампы. Отличаются от неэлектрических тем, что вместо источника огня используется лампа накаливания.
- Ультразвуковые-аромалампы (диффузоры). В них не используется вода, а масло испаряется с помощью ультразвука.